# Parque Muisa
Parque Muisa é um bairro do município de Duque de Caxias, no estado do Rio de Janeiro.

## História
É um bairro com uma população de cerca de 5 mil habitantes. O comércio local, no entanto, é insuficiente para a demanda local. 
Não possui centro social e atividades ligada ao bem estar social, apenas uma quadra de futebol.  
A principal via é Avenida Presidente Kennedy, antiga Rio-Petrópolis, e dezenas de ruas coletoras. Possui em seu território um morro (Morro do Paraíso) que faz divisa com Belford Roxo.
Sua geografia é uma mescla de baixada e morros de altura mediana. Todas as ruas são pavimentadas. Há rede de coleta de esgoto, porém o sistema de água encanada é deficiente, levando alguns moradores há consumirem água de poços.  
Não há atividade rural. O bairro possui ainda grande diversidade religiosa, havendo praticantes católicos, evangélicos, umbandistas e candomblecistas.
Pessoas ilustres do bairro:
Tonny Lima ( Musico ) e Rildo Moura (lider comunitario)